# Gdyński Oddział Zabezpieczenia Marynarki Wojennej im. płk. Stanisława Dąbka
Gdyński Oddział Zabezpieczenia Marynarki Wojennej im. płk. Stanisława Dąbka – oddział zabezpieczenia Dowództwa Marynarki Wojennej sformowany w roku 2008.

## Historia
Gdyński Oddział Zabezpieczenia Marynarki Wojennej im. płk Stanisława Dąbka został sformowany 1 stycznia 2008 na bazie likwidowanego 1 Morskiego Pułku Strzelców. Oddział podporządkowany jest Dowództwu Marynarki Wojennej. Jego głównymi zadaniami są:  obrona i ochrony obiektów Dowództwa Marynarki Wojennej, a także zabezpieczenie gospodarcze niektórych jednostek Marynarki Wojennej. Ponadto w skład oddziału wchodzą Orkiestra Reprezentacyjna MW oraz kompania reprezentacyjna MW. Oddział został rozformowany dnia 31 grudnia 2014 roku. 

## Dowódcy
- kmdr Andrzej Łysakowski (od sformowania – 12 września 2012)
- kmdr Krzysztof Haponiuk (od 12 września 2012 - do 31 grudnia 2014)

## Tradycje
Na podstawie decyzji MON nr 595/MON z 18 grudnia 2007 jednostka dziedziczyła i kultywowała tradycje:
- batalionu morskiego (1920)
- Pułku Morskiego (1931-1939)
- batalionu morskiego (1931-1938)
- 1 Morskiego Batalionu Strzelców (1938-1939)
- 1 Morskiego Pułku Strzelców (1939)
- 3 Pułku Zabezpieczenia Dowództwa Marynarki Wojennej (1976-1988)
- 1 Morskiego Pułku Strzelców im. płk Stanisława Dąbka (1989-2007)

Tą samą decyzją ustalono patrona jednostki (płk Stanisław Dąbek), nazwę wyróżniającą (Gdyński) oraz datę święta jednostki (8 maja). Zezwolono także na czasowe używanie dotychczasowego sztandaru 1 Morskiego Pułku Strzelców im. płk Stanisława Dąbka (do 31 grudnia 2008 roku).
Natomiast decyzją MON Nr 407/MON z dnia 1 września 2008 wprowadzono odznakę pamiątkową Oddziału Zabezpieczenia Marynarki Wojennej.